# 地の底の魔法使い
『地の底の魔法使い』（ちのそこのまほうつかい）は、平浜矢陸による日本の漫画。『ジャンプスクエア』（集英社）2018年4月から2018年11月号まで連載。

## 登場キャラクター
クニミ

チサヨ

イン

## 書誌情報
- 平浜矢陸 『地の底の魔法使い』 集英社〈ジャンプ・コミックス〉、全2巻
  1. 2018年6月9日発行（6月4日発売[集 1]）、ISBN 978-4-08-881499-5
  2. 2018年11月7日発行（11月2日発売[集 2]）、ISBN 978-4-08-881592-3